# أطلس تاريخ الدولة الأموية
أطلس تاريخ الدولة الأموية هو كتاب من عمل سامي المغلوث، يتحدث الكتاب عن تاريخ الدولة الأموية منذ نشأتها ونهضتها إلى سقوطها بالخرائط والصور الموضحة. وقد خصص الكتاب لكل خليفة من خلفاء الدولة الأموية فصلاً خاصاً يتحدث به عنه وعن ما قدم للدولة من فتوحات وإسهامات، ويبدأ الكتاب بتنازل الحسن بن علي بن أبي طالب بالخلافة إلى معاوية بن أبي سفيان ثم يفصل خلافة معاوية وما دار فيها من أحداث حتى وفاته. ويستمر الأمر كذلك مع بقية الخلفاء الأمويين حتى ينتهي الكتاب بمقتل آخر الخلفاء الأمويين مروان بن محمد وبدء الخلافة العباسية. وللكتاب جزء ثانٍ أيضا يتحدث عن تاريخ الخلافة العباسية بنفس النمط.